# کامپودورو
کامپودورو (به ایتالیایی: Campodoro) یک کومونه در ایتالیا است که در استان پادووا واقع شده‌است.

## خصوصیات
کامپودورو ۱۱٫۲ کیلومترمربع مساحت و ۲٬۴۹۰ نفر جمعیت دارد.